# Nazmi
Nazmi ist ein männlicher Vorname arabischen Ursprungs mit der Bedeutung jemand, der sich mit Gedichten beschäftigt, der in der Türkei und auf dem Balkan vorkommt. Die weibliche Form des Namens ist Nazmiye.

## Namensträger

### Vorname
- Nazmi Avluca (* 1976), türkischer Ringer
- Nazmi Ziya Güran (1881–1937), osmanisch-türkischer Maler des Impressionismus
- Nazmi Kavasoğlu (* 1945), deutschtürkischer Schriftsteller und Publizist
- Nazmi Kırık (* 1976), kurdischstämmiger türkischer Schauspieler
- Nazmi Mustafi (* 1941), kosovarischer Wirtschaftswissenschaftler und Politiker

### Familienname
- Tareq Nazmi (* 1983), deutscher Opernsänger (Bass)

## Nazmiye
- Nazmiye Demirel, Frau von Süleyman Demirel
- Nazmiye Oral, niederländische Schauspielerin und Autorin türkischer Herkunft
- Nazmiye Muratlı, türkische paralympische Gewichtheberin